# Plautia
Plautia (лат.) — род полужесткокрылых (подотряда клопов) из семейства настоящих щитников из подсемейства Pentatominae, трибы Antestiini.

## Описание
Длина тела 8-13 мм. Боковые углы переднеспинки закруглённые, не уплощённые, слабо выступающие за основание надкрылий. Голова, переднеспинка, щиток, края надкрылий и брюшной ободок зелёные, клипеус и кориум красновато-бурые.
Некоторые виды (например Plautia stali) являются вредителями сельскохозяйственных культур.

## Систематика
В состав рода входят 26 видов:
- Plautia affinis (Dallas, 1851)
- Plautia assamensis Ahmad & Rana, 1996
- Plautia brunnipennis (Signoret, 1861)
- Plautia crassula (Guérin-Méneville, 1831)
- Plautia crossota (Dallasi, 1851)
- Plautia cyanoviridis Ruckes, 1963
- Plautia decora Breddin, 1899
- Plautia dyakana Kirkaldy, 1909
- Plautia fimbriatus (Fabricius, 1787)
- Plautia flavifusca Liu & Zheng, 1994
- Plautia grossepunctata (Kirby, 1900)
- Plautia gunongi Hasan, 1993
- Plautia infirma Jensen-Haarup, 1928
- Plautia kaptaiensis Ahmad & Rana, 1996
- Plautia lushanica Yang, 1934
- Plautia minor Breddin, 1909
- Plautia prolata (Walker, 1867)
- Plautia propinqua Liu & Zheng, 1994
- Plautia rochei Hasan & Ahmad, 1999
- Plautia sakishimensis Ishikawa & Moriya, 2019
- Plautia sordida Xiong & Liu, 1996
- Plautia southwoodi Hasan, 1993
- Plautia splendens Distant, 1900
- Plautia stali Scott, 1874
- Plautia unicolor Stål, 1871
- Plautia virens Jensen-Haarup, 1928
- Plautia viridicollis (Westwood, 1837)